# Manahözü Deresi
Manahözü Deresi est un cours d'eau  de Turquie coupé par le barrage de Karaova. Elle se jette dans la rivière Kılıçözü (Kılıçözü Çayı) quelque six kilomètres en aval du barrage. La rivière Kılıçözü est un affluent de la rivière de Delice..